# Atacama (woestijn)
De Atacama is een 970 km lange, zeer droge woestijn in het noorden van Chili, grotendeels in de regio Atacama tussen Arica in het noorden en La Serena in het zuiden. Kleinere gedeelten liggen in aangrenzende delen van Peru, Bolivia en Argentinië. De woestijn ligt gemiddeld op 610 meter boven zeeniveau tussen het kustgebergte (Cordillera de la Costa) en de Andes. Hij staat als een van de droogste woestijnen ter wereld bekend (de allerdroogste woestijnen ter wereld zijn de droge Valleien van McMurdo).

## Klimaat
De woestijn krijgt minder dan 5 millimeter neerslag per jaar. De hoge ligging, de aflandige wind en de koude Humboldtstroom, waardoor er weinig zeewater verdampt, dragen hieraan bij. In enkele gevallen valt er toch neerslag.
De woestijn werd in de eerste week van juli 2011 overvallen door sneeuwval tot wel 80 cm. In normale omstandigheden is het door verschillende luchtstromen praktisch onmogelijk dat er neerslag valt. Een koufront bleek toen in staat om deze stromingen te doorbreken.
Op 25 maart 2015 viel er in een dag 60 mm neerslag op sommige plaatsen. Zelfs Quillagua, de droogste plaats ter wereld omdat er sinds 1919 nooit regen was gevallen, kreeg 4 mm water. De droge grond kon het water niet absorberen. De Copiapó rivier stond 17 jaar droog, maar door de neerslag kwamen er water- en modderstromen. Deze gingen door de plaatsen Copiapo en Antofagasta en richtten grote schade aan. 31 mensen kwamen om het leven, 2000 huizen werden volledig vernietigd en ruim 6000 raakten zwaar beschadigd. Landbouwgrond werd bedekt met een dikke laag modder. Diverse kopermijnen kampten met overstromingen waardoor de productie werd stilgelegd. Verder werd veel infrastructuur vernield, waaronder de spoorwegen voor de afvoer van het koper naar de havens aan de kust. De totale schade werd geraamd op US$ 1,5 miljard.
In 2015 kwam de woestijn massaal tot bloei nadat orkaan Patricia voor neerslag zorgde. Dit klimatologisch fenomeen wordt veroorzaakt doordat water de zaden bereikt die in de grond een soort winterslaap houden.

## Economie
Eind 19e, begin 20e eeuw zorgde de Atacama voor een hausse in de economie van Chili doordat er salpeter werd gedolven. De chilisalpeter stond aan de basis van de kunstmestindustrie. De salpeter werd vanuit de haven van Iquique met snelle zeilschepen, de windjammers, naar vooral Hamburg en Delfzijl gebracht. In de woestijn bevinden zich een groot aantal (ongeveer 170) verlaten salpetermijnen, zoals Humberstone en Santa Laura.
Het is anno 2020 een belangrijk mijngebied voor de winning van koper (zie ook Chuquicamata). Verder wordt veel lithium gewonnen in het Salar de Atacama, het grootste zoutmeer van Chili.

## Sterrenwachten
In de Atacama bevindt zich het Paranal-observatorium, een sterrenwacht op de berg Cerro Paranal die beheerd wordt door de Europese Zuidelijke Sterrenwacht (ESO). Het is de standplaats van de Very Large Telescope (VLT) en van de Very Large Telescope Interferometer (VLTI).
Op de hoogvlakte van Chajnantor (5.059 m) bevindt zich het Atacama Large Millimeter Array (ALMA), het meest ambitieuze radiotelescopencomplex op aarde. In de buurt daarvan is het Atacama-observatorium van de Universiteit van Tokio in aanbouw, dat het hoogstgelegen (5.640 m) aardgebonden astronomische observatorium ter wereld wordt.

## Galerij

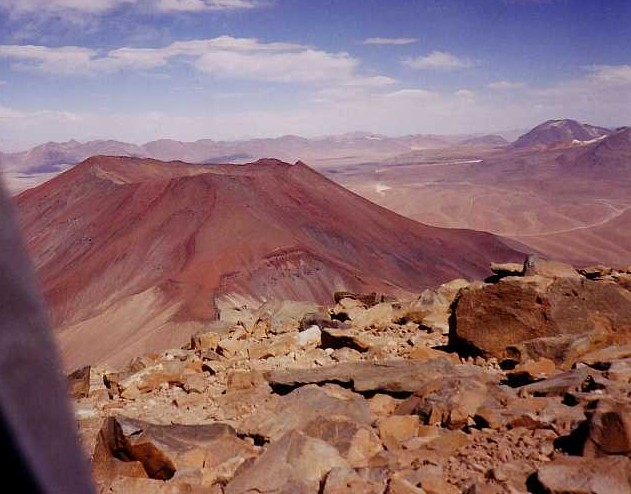
Vulkaan Juriques in de Atacamawoestijn
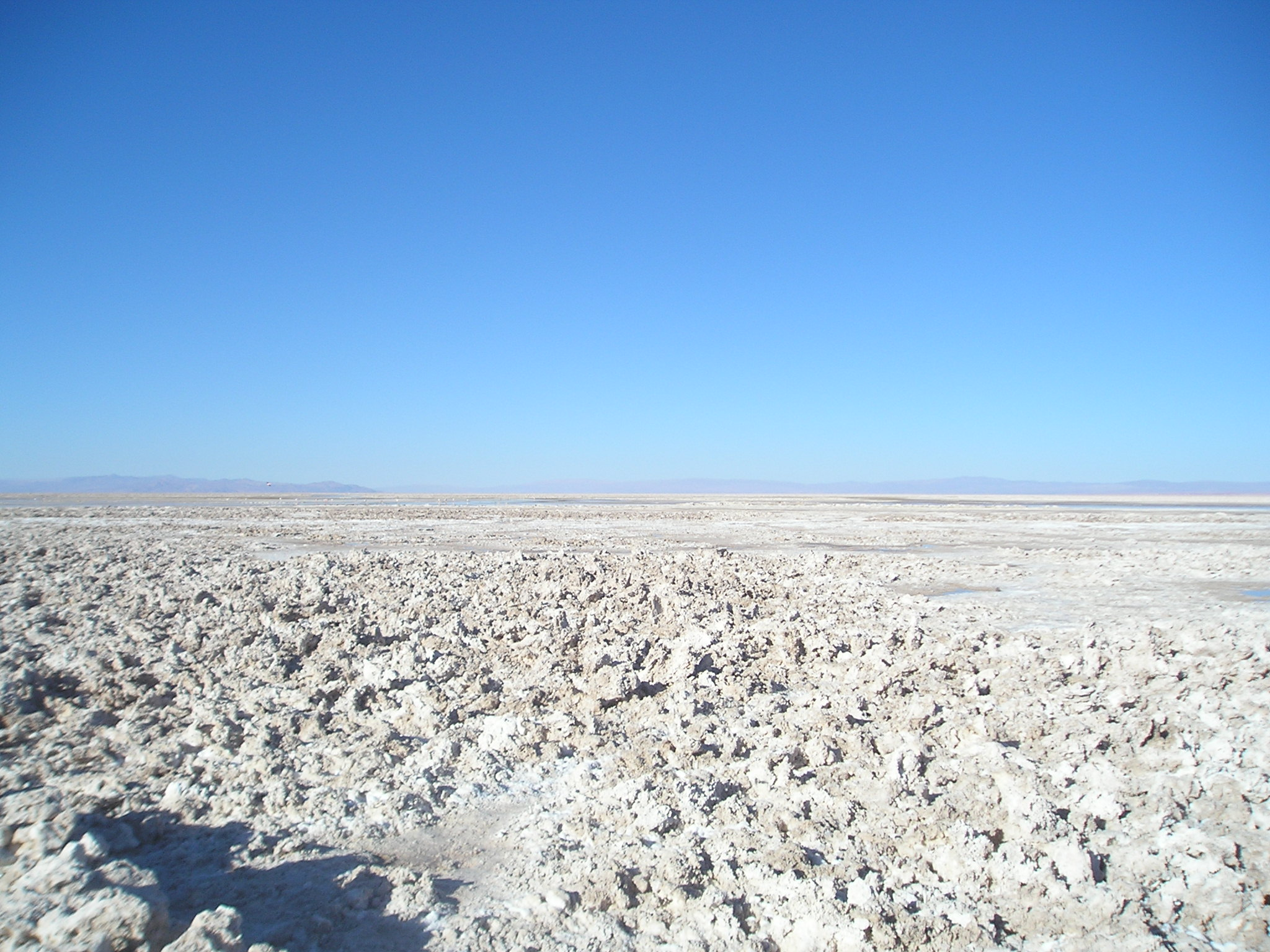
Zoutvlakte
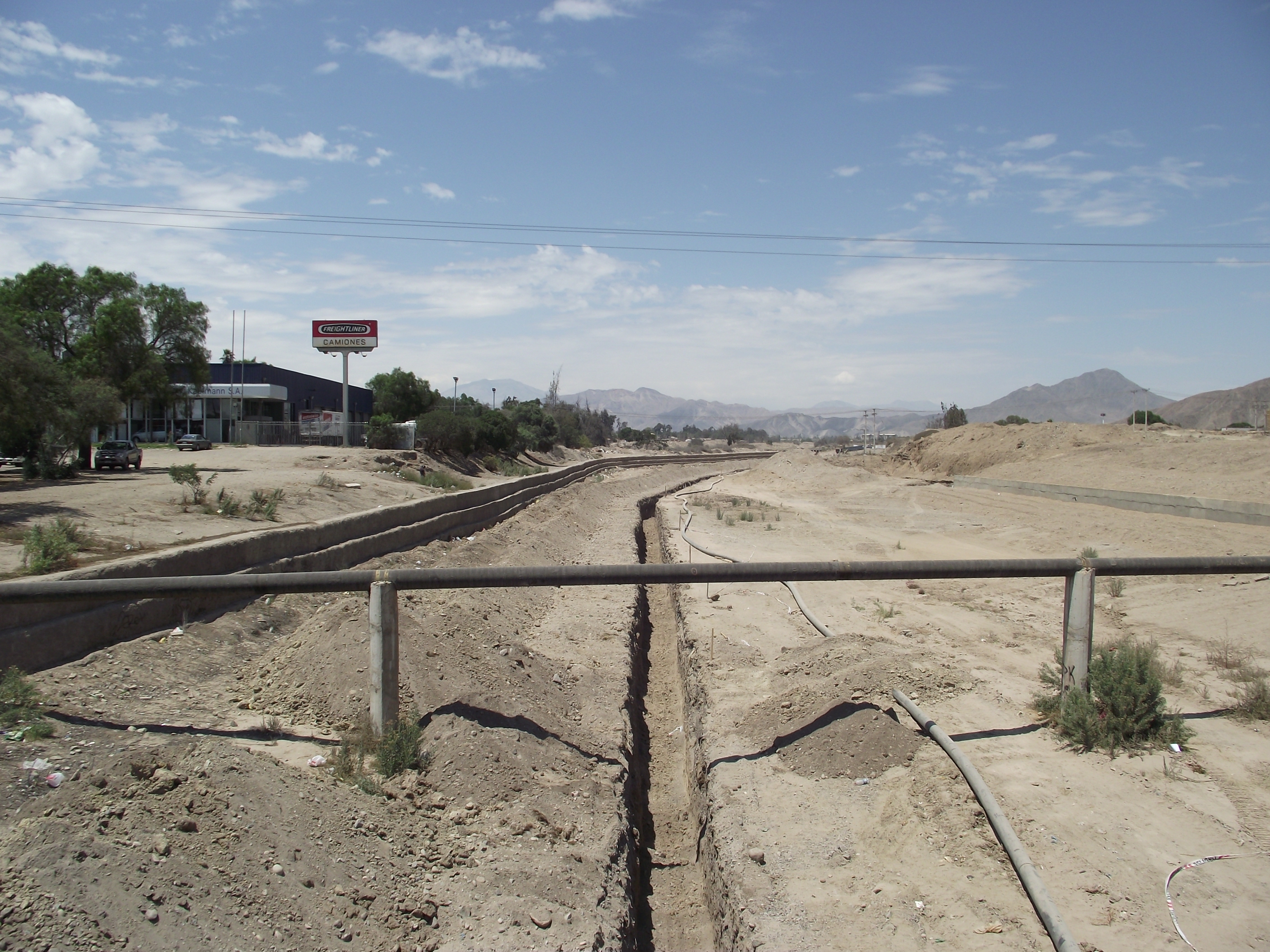
Droge bedding van de Copiapó rivier
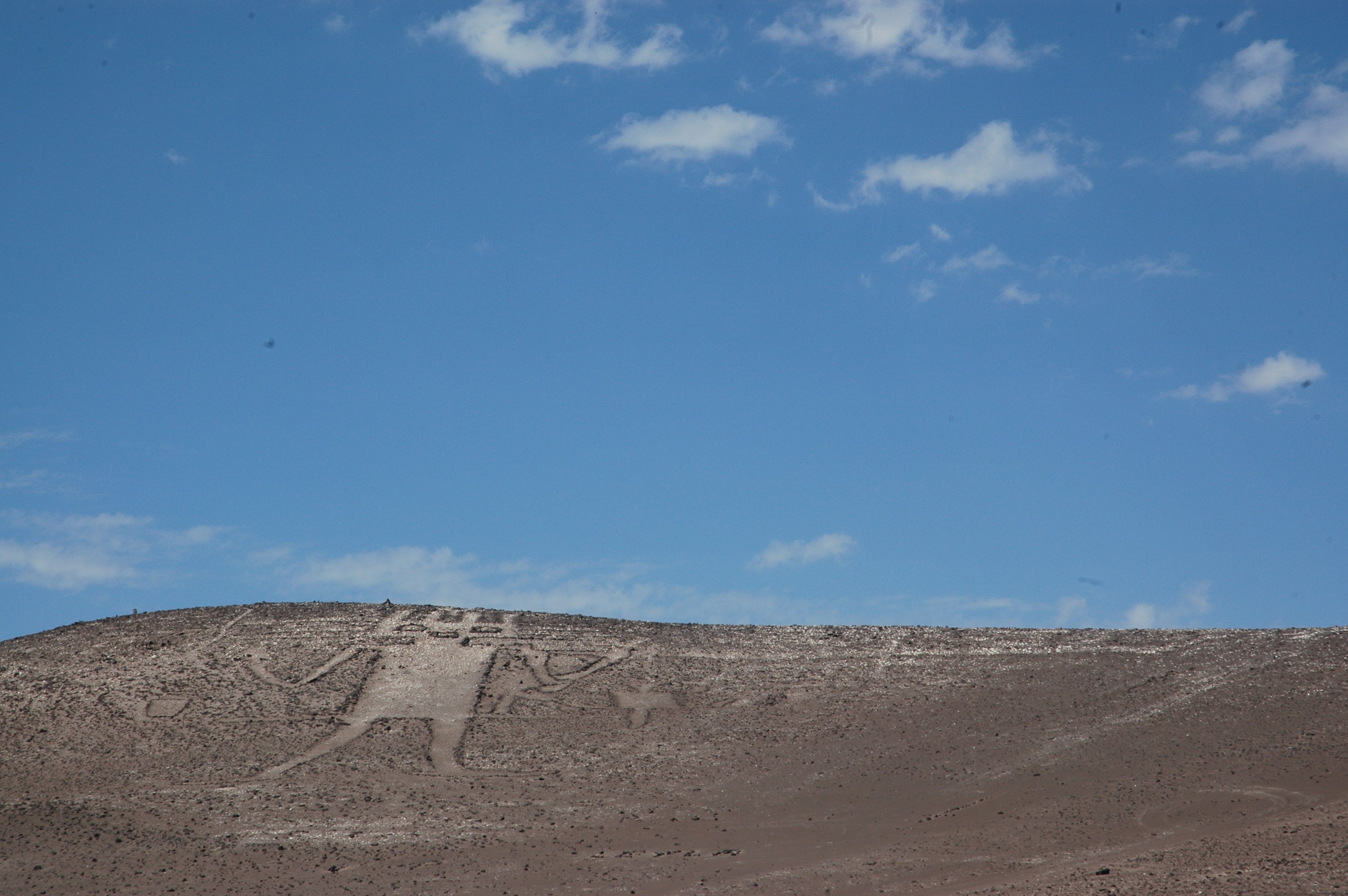
Geoglief van de Atacama-reus
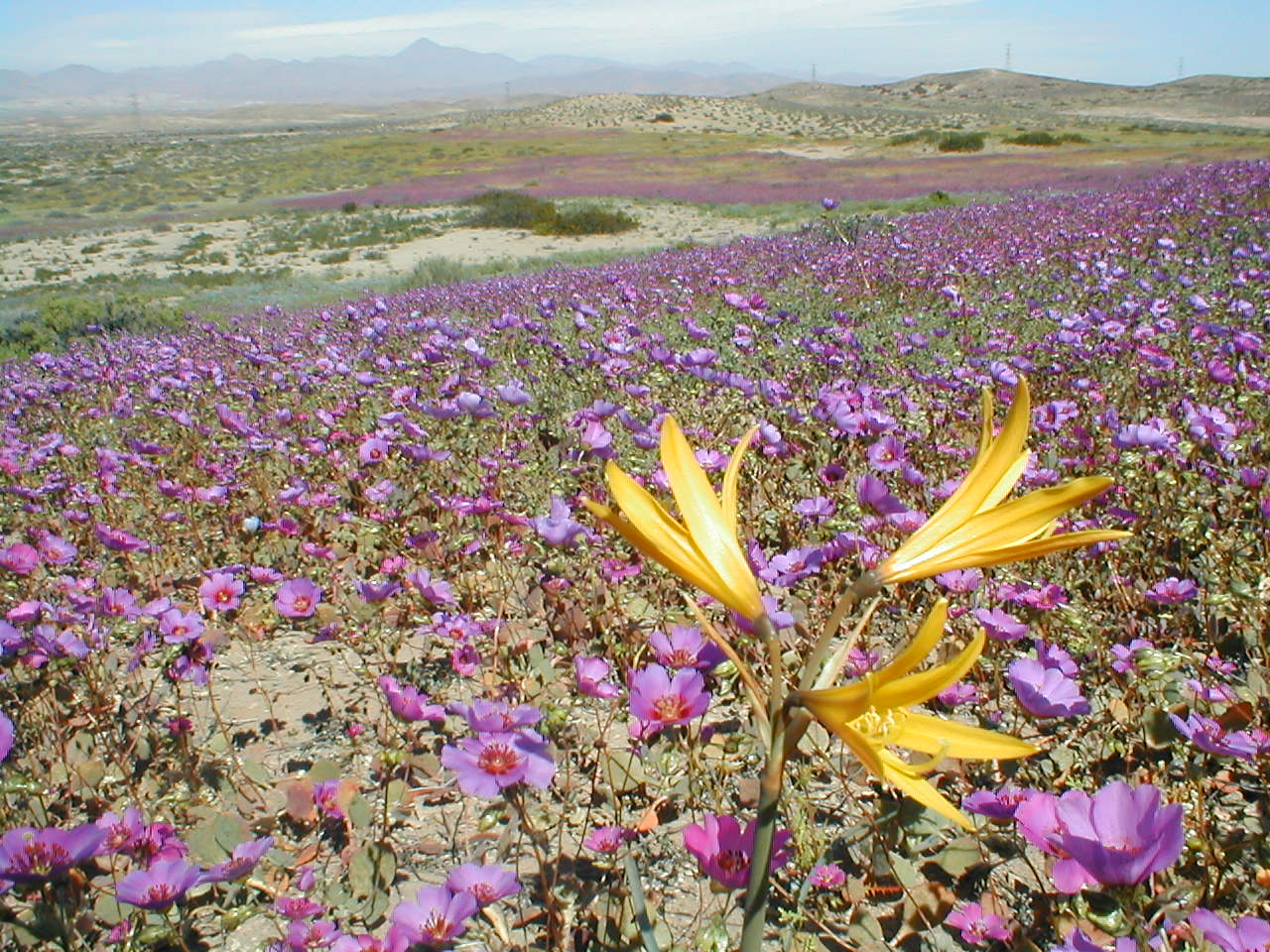
Bloeiende woestijn na regenval